# Jérôme Nday Kanyangu Lukundwe
 (juillet 2023).
Jérôme Nday Kanyangu Lukundwe, né en 1929 et mort le 13 juin 2011, est l'évêque catholique romain du diocèse de Kongolo en République démocratique du Congo.
Ordonné prêtre en 1962, Nday Kanyangu Lukundwe est nommé évêque du diocèse de Kongolo en 1971 et prend sa retraite en 2007.